# 迪里亞區
10°17′00″N 85°31′41″W / 10.28333°N 85.52806°W
迪里亞區（西班牙語：Diriá District），是哥斯達黎加的行政區，位於該國西北部瓜納卡斯特省，由聖克魯斯縣負責管轄，面積64平方公里，海拔高度40米，2013年人口4,301人，人口密度每平方公里67人。